# Donoso (apellido)
Los Donoso, la mayor parte se observa que viven o tienen un solo origen en Chile, originarios de Castilla, España, su origen es la villa de la Haba, en los enlaces externos se puede consultar la distribución por provincias del apellido. Hoy día la mayor concentración se distribuye en Chile, principalmente en Talca, Concepción, Colchagua y Santiago. Apellido de Alcurnia en la sociedad nacional que a diferencia de otras familias, están desde los inicios de Chile, con destacados representantes en la vida nacional, en diferentes ámbitos como Matías Donoso Soto, originario de indómitas tierras del sur chileno es un fiel representante de esto. José Donoso, escritor reconocido mundialmente, Valeria Donoso Bascuñán, destacada tenista Talquina radicada en Uruguay
También está Daniel Donoso Díaz, hijo de Raúl Donoso Vázquez, descendiente de familia Donoso de San Javier de Loncomilla.